# Mèo cộc đuôi Kuril
Mèo cộc đuôi Kuril (tiếng Nga: Курильский бобтейл) là một nòi (hay nhóm nòi, tùy theo cơ quan đăng kiểm) mèo nhà xuất xứ từ quần đảo Kuril, đảo Sakhalin và bán đảo Kamchatka của Nga. Một số tên gọi khác của chúng là mèo quần đảo Kuril, mèo Kuril, mèo Curilsk. Phiên bản lông ngắn là một nòi tự nhiên xuất hiện trong khu vực hơn 2 thế kỷ. Với tư cách là một nòi chọn lọc cùng với khả năng săn bắt chuột và các loài thú gặm nhấm khác, mèo cộc đuôi Kuril đã trở nên phổ dụng ở trên toàn nước Nga và một số khu vực ở châu Âu từ giữa thế kỷ 20, trên thực tế nó là nòi mèo thông dụng đứng thứ ba hay thứ tư ở Nga với chừng 40 trại giống. Tuy nhiên nó vẫn chưa được nuôi rộng rãi ở Bắc Mỹ tính đến  năm 2011.

## Lịch sử
Đến nay vẫn chưa được rõ mèo cộc đuôi Kuril xuất xứ như thế nào, tuy nhiên theo ước tính thì chúng hình thành trong khu vực này từ hồi giữa thế kỷ 19. Trong khoảng từ thập niên 1950-1970, giống mèo này được chính quyền Xô Viết "nhận diện" và du nhập vào lục địa vào thập niên 1980. Đến năm 1990, Liên đoàn mèo Liên Xô công bố tiêu chuẩn về nòi mèo này và sau đó Liên đoàn mèo Thế giới (WCF) và Hiệp hội mèo Quốc tế (TICA) lần lượt công nhận nó vào các năm 1995 và 2003. Cùng năm 2003, Liên đoàn mèo Quốc tế (FIFe) công nhận mèo cộc đuôi Kuril là một nòi mèo tự nhiên của Nga. Có điều, Hiệp hội người yêu mèo (CFA) vẫn chưa công nhận tư cách nòi của mèo Kuril.
Theo TICA và FIFe, mèo Kuril được xem là một "nhóm nòi mèo mới" (Advanced New Breeds) có lông ngắn hay dài và không đủ tiêu chuẩn để đăng ký tham gia các cuộc thi mèo. Tuy nhiên đến năm 2012, TICA đã công nhận tư cách tham gia của nòi mèo này.

## Mô tả
Giống mèo này có thể có lông ngắn hoặc dài, hình thể chắc mập, cơ bắp rất khỏe và rắn chắc, kích thước từ trung bình cho tới lớn, mặt rộng, tròn hay chữ nhật. Chúng có sức khỏe rất tốt nhằm thích nghi với điều kiện sống của khu vực đảo Kuril. Lưng của chúng hơi cong với chân sau hơi dài hơn chân trước, một đặc điểm giống như mèo đảo Man. Nhưng đặc điểm nổi bật nhất là chiếc đuôi ngắn với hình dạng như ngù lông. Nòi mèo này có thể có nhiều màu mắt và màu lông khác nhau. Kích thước của nòi mèo này khá lớn so với các nòi mèo nhà, con đực cân nặng chừng 15 pound (6,8 kg) còn con cái thì từ 8 - 11 pound (3,63 – 5 kg).
Chúng khá thông minh, hay tò mò, thích đùa giỡn nhưng không hung dữ mà có thể sống chan hòa với các vật nuôi khác trong nhà - thậm chí chúng thích sống với các vật nuôi khác hơn là sống một mình. Nòi mèo này cũng không có thói quen đánh dấu lãnh thổ bằng mùi, nhưng chúng tỏ ra khá cứng rắn trong việc bảo vệ "giang san". Chúng cũng rất trung thành với chủ và thường hay ngủ chung với chủ nếu được cho phép. Tính cảnh giác cao của mèo cộc đuôi Kuril khiến nhiều trường hợp chúng cứu nguy cho chủ nhà khỏi bị các tai nạn về rò rỉ khí đốt hay chập điện. Mèo cộc đuôi Kuril có khả năng nhảy tốt và thường có xu hướng trèo lên một nơi cao để quan sát khu vực xung quanh. Đặc biệt nòi mèo này không sợ nước cũng như thời tiết lạnh: ngay từ thời chưa được người thuần hóa chúng đã thường xuyên lội sông để bắt cá.

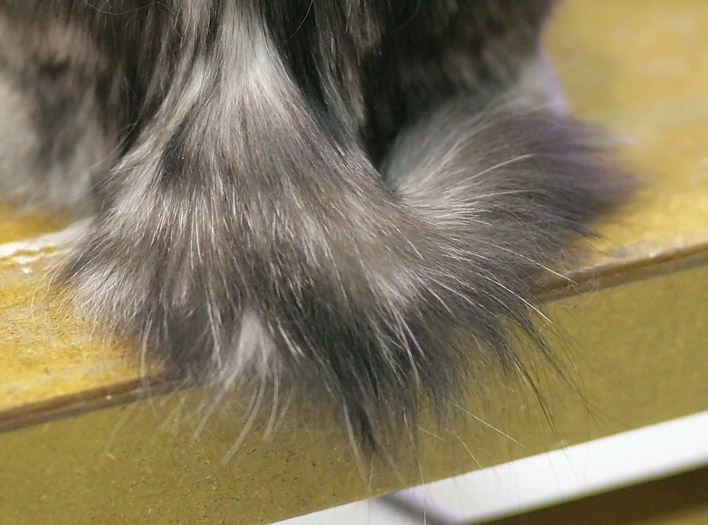
Đuôi cộc của một con mèo lông dài.
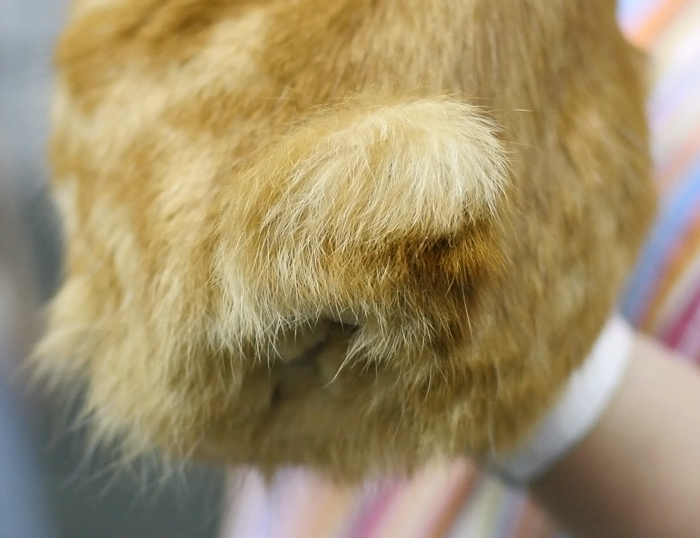
Đuôi cộc của một con mèo lông ngắn.

## Di truyền
Về hình dáng, mèo cộc đuôi Kuril và mèo cộc đuôi Nhật Bản khá giống nhau (mèo cộc đuôi Nhật thì có thân hình mảnh mai hơn và nhiều góc cạnh hơn), tuy nhiên mèo cộc đuôi Kuril dường như không có quan hệ họ hàng gần với mèo cộc đuôi Nhật Bản. Cụ thể, mèo cộc đuôi Kuril có nguồn gốc từ nòi mèo cộc đuôi Kareliya sinh sống ở Phần Lan và vùng Tây Bắc nước Nga. Những nghiên cứu về di truyền có thể xác minh mối quan hệ của mèo cộc đuôi Kuril với các nòi khác. Giống như mèo cộc đuôi Nhật Bản và mèo đảo Man vốn hình thành một cách độc lập trên những vùng đảo phần nào bị cô lập với đại lục về mặt địa lý, mèo cộc đuôi Kuril có thể hình thành một cách độc lập thông qua đột biến và sau đó trở nên phổ biến trong khu vực Kuril và Sakhalin vì sự hạn chế về đa dạng di truyền của địa sinh học đảo (một ví dụ về hiệu ứng kẻ sáng lập ở cấp độ dưới loài của đường cong khu vực-loài). Bản chất của gien đột biến tạo ra kiểu hình cộc đuôi vẫn chưa được tỏ tường, và vẫn có ý kiến cho rằng việc phối giống giữa mèo cộc đuôi Kuril với các cá thể mèo ở Nhật Bản (trong thời kỳ người Nhật còn định cư ở đây) đã hình thành nên giống mèo cộc đuôi Nhật.
Do hình thành trên một khu vực cô lập về địa lý suốt một thời gian dài, mèo cộc đuôi Kuril được xếp vào nhóm "mèo tự nhiên", tức là sự hình thành của nó không có quá trình can thiệp của con người. Trên thực tế, rất có thể mèo cộc đuôi Kuril đã sống "hoang dã" suốt một thời gian dài trước khi được thuần hóa. Nó là một trong 13 nòi tự nhiên theo tiêu chuẩn xếp loại của TICA.

## Hình ảnh

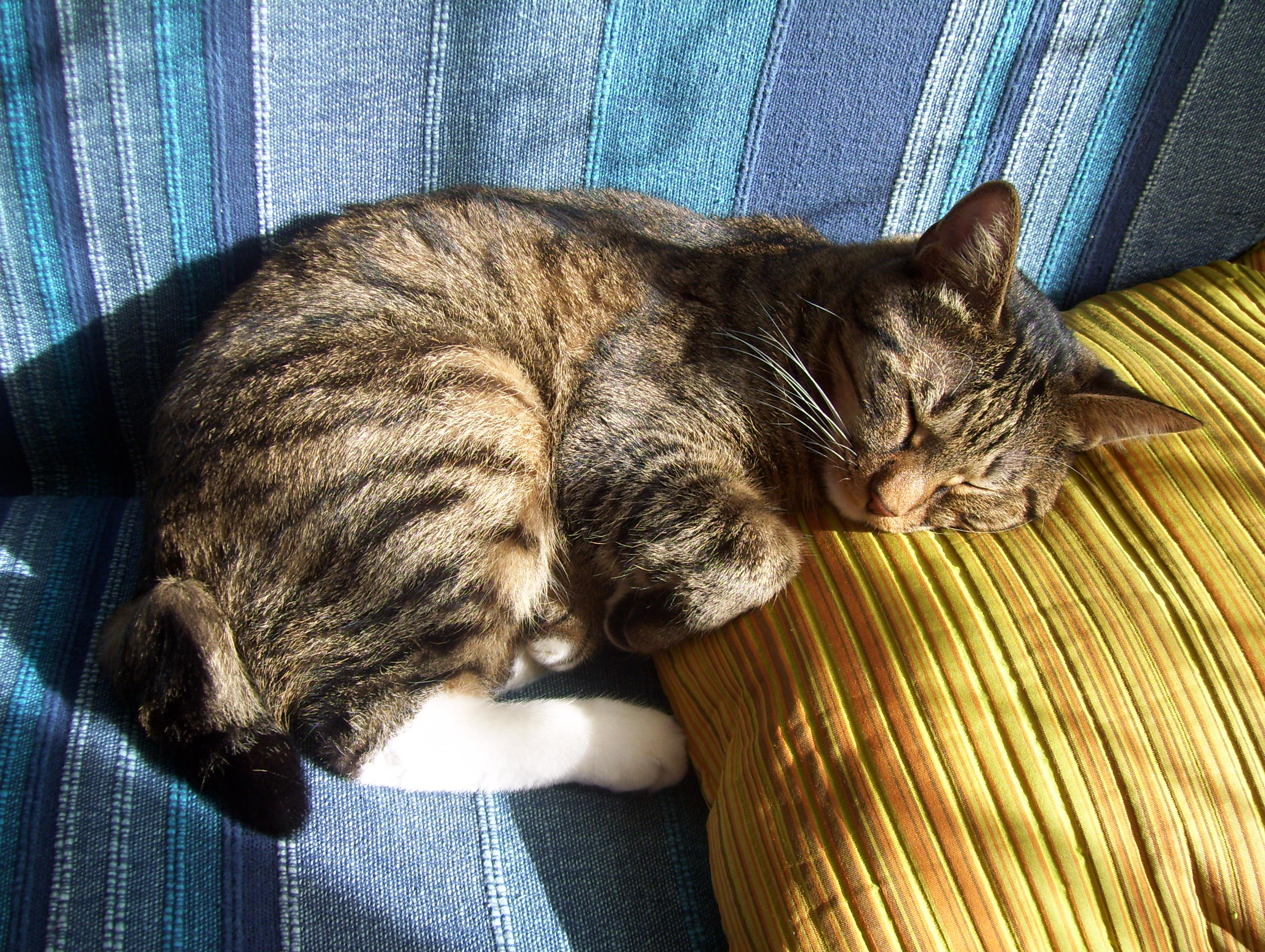
Mèo cộc đuôi Kuril lông ngắn.
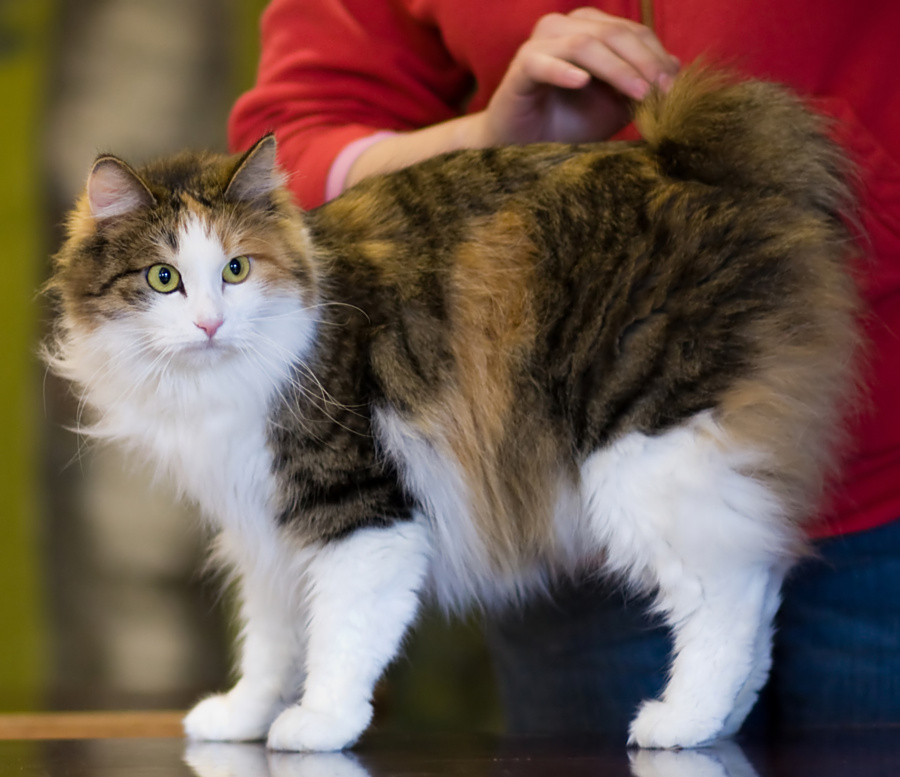
Mèo cộc đuôi Kuril trong một buổi triển lãm ở Phần Lan.